# Analemă

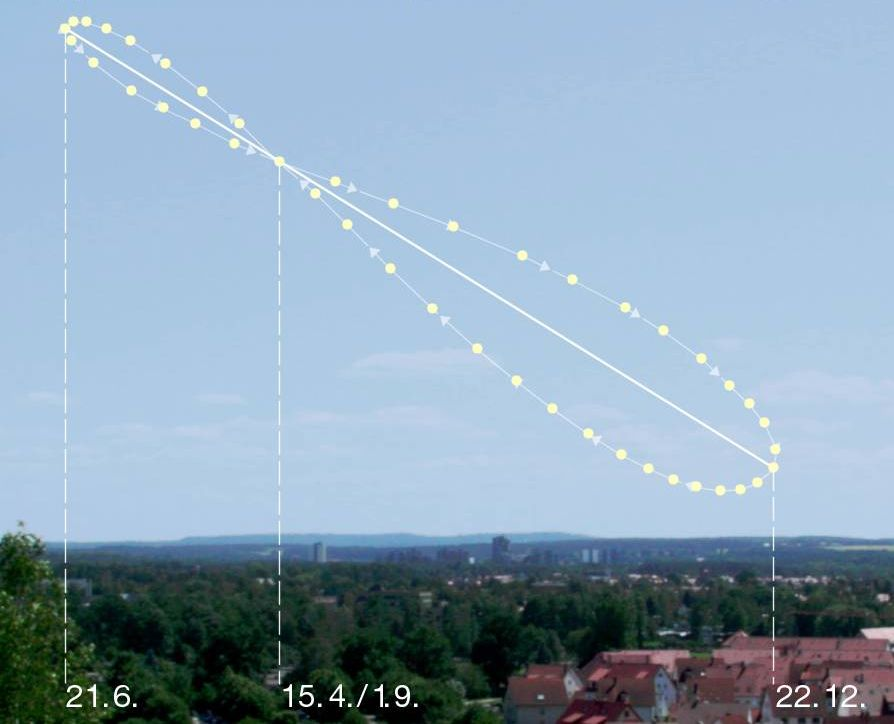
Simularea unei analeme luată în fiecare săptămână la ora 09:00 CET la 50°N, 8°E, în localitatea Geisenheim, din Germania.

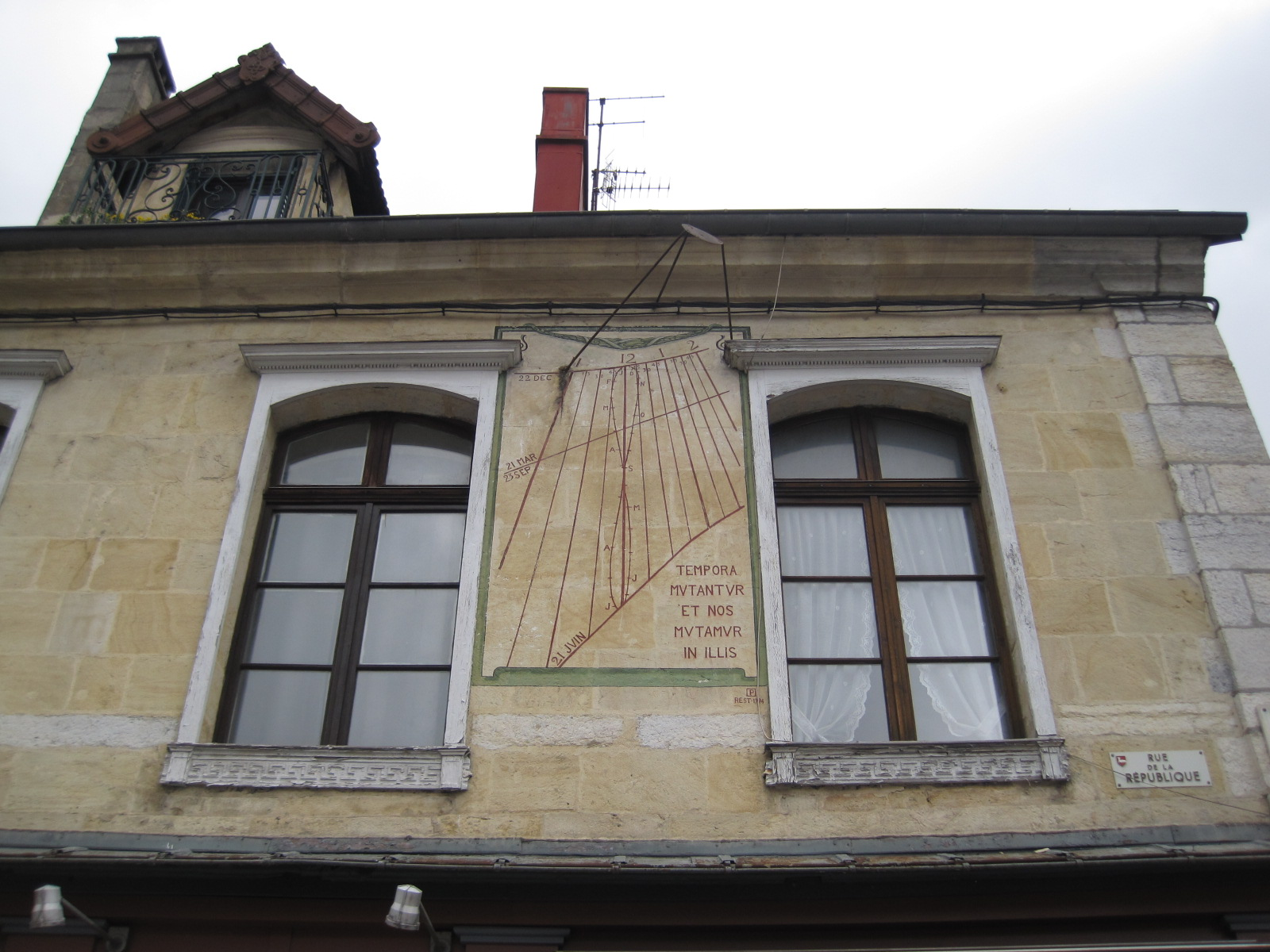
Cadran solar cu „analemă” de corectare a orei.

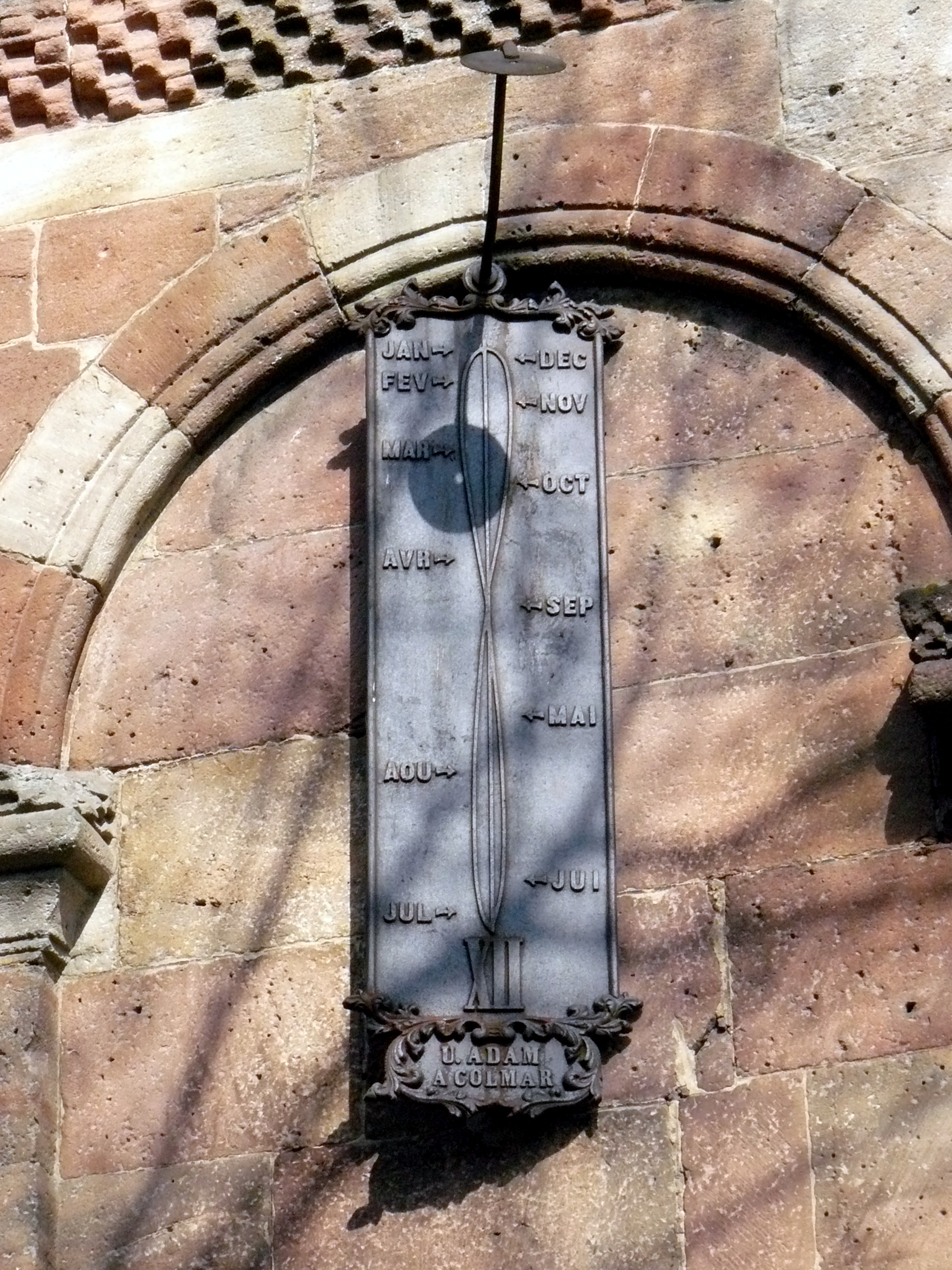
Aplicație a analemei: punctul luminos pune în evidență data aproximativă (în jurul amiezei). Biserica Saint-Jean-Baptiste din Lautenbach (Haut-Rhin, Franța).

Analema  sau analemma, este figura trasată pe cer prin diferite poziții ale Soarelui puse în evidență la o aceeași oră și din același loc, în cursul unui an calendaristic.

## Etimologie
Cuvântul românesc analemă / analemmă are o etimologie multiplă: franceză analemme / analème, engleză analemma și germană Analemma. Cuvintele franceze analemme / analème sunt împrumutate din limbile engleză și germană. Cuvântul englez analemma este un împrumut din limba greacă: ἀνάλημμα, analêmma („suport”, „substrucție”), bazat pe aceeași rădăcină ca și cuvântul λῆμμα, lễmma: „lemă”.

## Realizare
Această figură nu poate fi pusă în evidență decât prin fotografie, simulând fenomenul printr-un program de astronomie sau cu ajutorul unui planetariu. O astfel de figură nu este specifică Pământului, ci poate fi observată și de pe alte planete. De pe Pământ, analema are forma unui „8”, observată de pe Marte, analema are forma unei „picături de apă”.
Coordonata verticală a unui punct corespunde declinației Soarelui în timp ce poziția orizontală indică decalajul dintre ora solară aparentă și ora solară medie, adică ora indicată de un ceasornic.
Ecartul dintre acești doi timpi se numește  ecuația timpului . Este rezultanta a două efecte. Mai întâi din cauza excentricității orbitei terestre, iar ca urmare a celei de a doua legi a lui Kepler, viteza aparentă de deplasare a Soarelui nu este constantă. Apoi timpul solar mediu este dat pentru un Soare fictiv care se deplasează pe ecuator, în timp ce Soarele se deplasează de-a lungul eclipticii, trebuie să se țină seama de înclinarea axei de rotație a Pământului în raport cu planul eclipticii.

Analeme terestră și marțiană
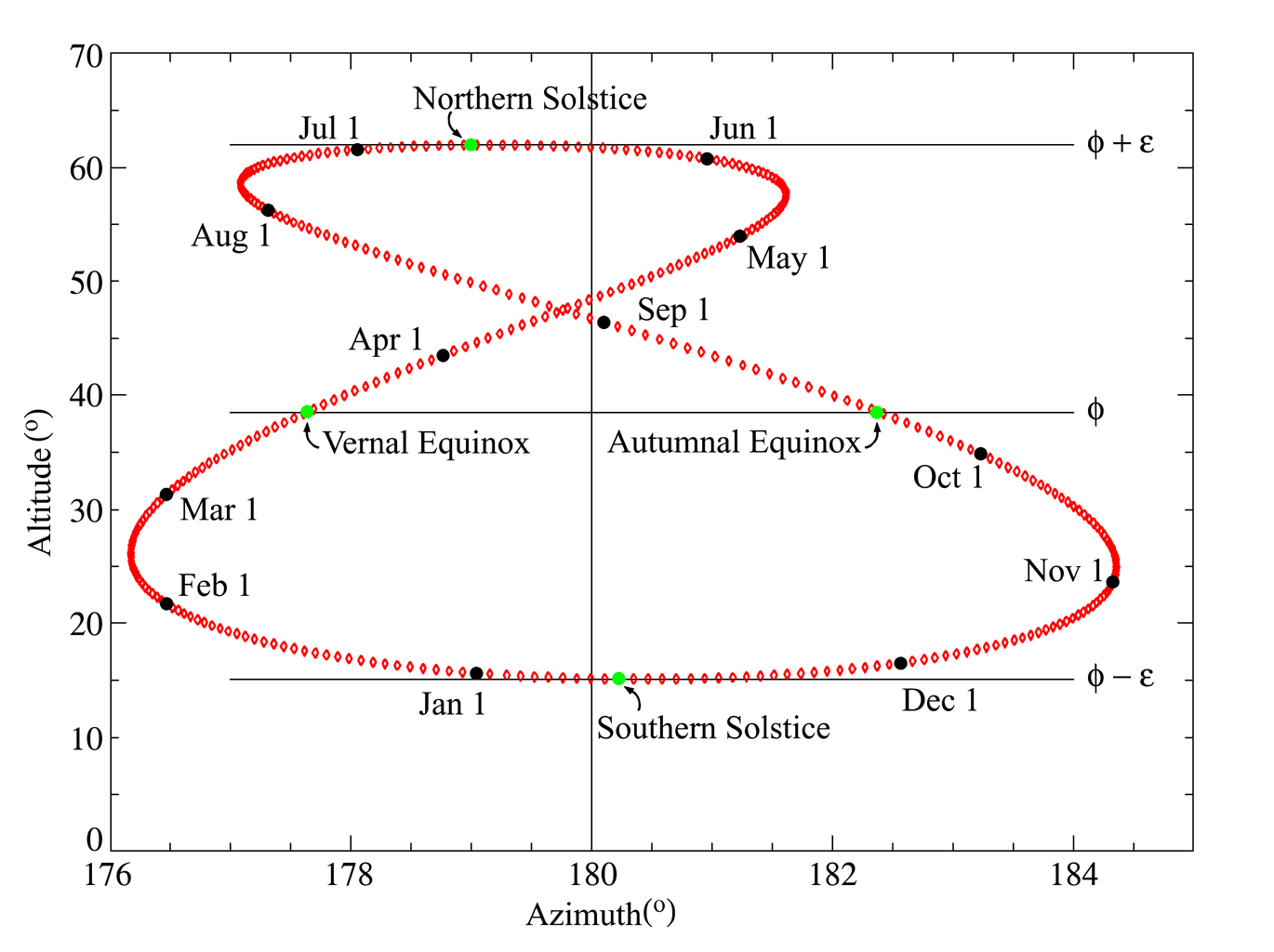
Analema văzută la amiază, de la Royal Observatory, Greenwich (51.48° latitudine nordică, 0.0015° longitudine vestică).
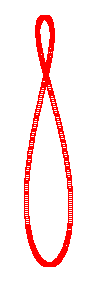
Analema văzută la amiază, de pe Pământ, în emisfera nordică.
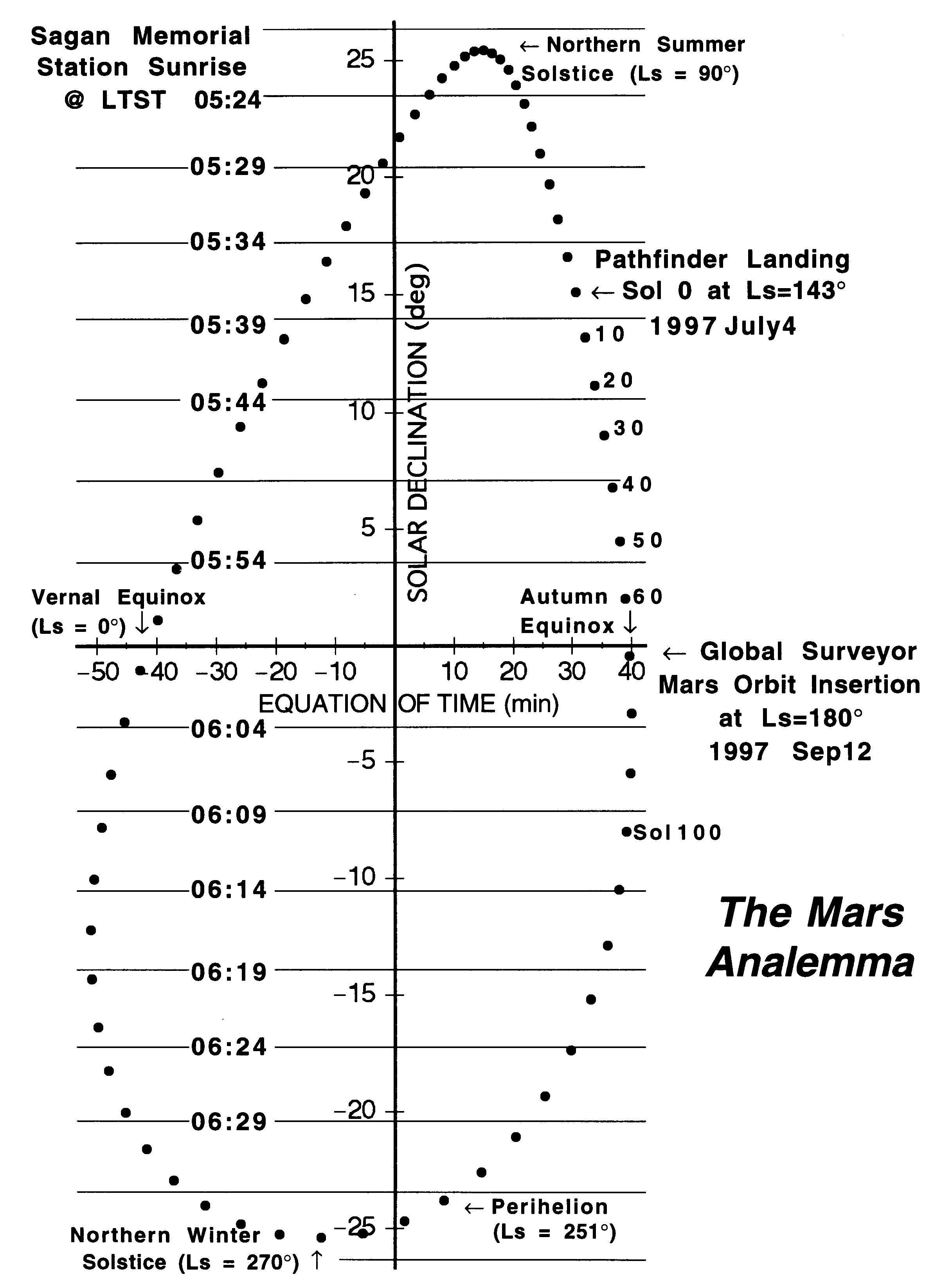
Analema văzută de pe Marte.

Orientarea analemei terestre depinde de oră. Pe la amiaza locală, forma de opt este aproape dreaptă în raport cu meridianul, cum o ilustrează figura de mai sus. La o altă oră din zi optul este înclinat spre stânga (dimineața) sau spre dreapta (după-amiaza) .